# Koczubiejewskoje
Koczubiejewskoje (ros. Кочубеевское) – wieś w Rosji, w Kraju Stawropolskim, ośrodek administracyjny rejonu koczubiejewskiego. W 2010 liczyła 26 835 mieszkańców.